# Нехе (Хейлунцзян)
Нехе (кит. спр. 讷河市, піньїнь: Nèhé Shì) — місто-повіт в східнокитайській провінції Хейлунцзян, складова міста Ціцікар.

## Географія
Нехе розташовується на півночі префектури, лежить на річці Немер.

### Клімат
Місто знаходиться у зоні, котра характеризується вологим континентальним кліматом з теплим літом. Найтепліший місяць — липень із середньою температурою 21.5 °C (70.7 °F). Найхолодніший місяць — січень, із середньою температурою -22.1 °С (-7.8 °F).
| Клімат Нехе             | Клімат Нехе | Клімат Нехе | Клімат Нехе | Клімат Нехе | Клімат Нехе | Клімат Нехе | Клімат Нехе | Клімат Нехе | Клімат Нехе | Клімат Нехе | Клімат Нехе | Клімат Нехе | Клімат Нехе |
| Показник                | Січ.        | Лют.        | Бер.        | Квіт.       | Трав.       | Черв.       | Лип.        | Серп.       | Вер.        | Жовт.       | Лист.       | Груд.       | Рік         |
| Середня температура, °C | −22,1       | −17,9       | −7,2        | 4,4         | 12,6        | 18,9        | 21,5        | 19,4        | 12,6        | 3,1         | −9,5        | −19,5       | 1,4         |
| Норма опадів, мм        | 2.2         | 2.4         | 5.1         | 18.9        | 33.8        | 68.5        | 143.5       | 106         | 55.5        | 17.6        | 5           | 3.8         | 462.3       |
| Днів з опадами          | 4           | 4,4         | 4           | 5,8         | 8,7         | 12,3        | 15,2        | 13,7        | 11,1        | 5,8         | 4,4         | 6,1         | 95,5        |
| Вологість повітря, %    | 72.1        | 68.4        | 57.7        | 49          | 48.7        | 63.6        | 76.8        | 77.6        | 70          | 59.9        | 67.8        | 72.5        | 65.3        |
| ----------------------- | ----------- | ----------- | ----------- | ----------- | ----------- | ----------- | ----------- | ----------- | ----------- | ----------- | ----------- | ----------- | ----------- |
| Джерело: Weatherbase    |             |             |             |             |             |             |             |             |             |             |             |             |             |